# قرار مجلس الأمن التابع للأمم المتحدة رقم 823
قرار مجلس الأمن التابع للأمم المتحدة رقم 823، المتخذ بالإجماع في 30 نيسان / أبريل 1993، بعد إعادة التأكيد على القرارات 696 (1991)، 747 (1992)، 785 (1992)، 793 (1992)، 804 (1993) و811 (1993)، دعم المجلس محادثات السلام الجارية في أبيدجان بين حكومة أنغولا ويونيتا تحت رعاية الأمم المتحدة وقرر تمديد ولاية بعثة الأمم المتحدة الثانية للتحقق في أنغولا حتى 31 أيار / مايو 1993.
وفي الوقت نفسه، تم الإعراب عن القلق إزاء استمرار الهجمات ضد الرحلات الجوية الإنسانية الدولية، مشيراً إلى قيام متمردي يونيتا مؤخرا بإسقاط طائرة تابعة لبرنامج الأغذية العالمي في شرق البلاد. وطالب المجلس بضمان سلامة وأمن هذه الرحلات ولبعثة الأمم المتحدة الثانية للتحقق في أنغولا.
كما طالب القرار الأمين العام بطرس بطرس غالي بتقديم تقرير عن الوضع في أنغولا والدور المستقبلي للأمم المتحدة في البلاد، بما في ذلك توسيع وجود الأمم المتحدة في أنغولا.

## روابط خارجية
- نص القرار في undocs.org